# 가리야정 (아이치현)
가리야정(刈谷町)은 아이치현 헤키카이군에 설치되었던 정이다. 현재의 가리야시 중심부에 해당한다.